# Kurt Bergendal
Kurt Bergendal, född 15 oktober 1888 i Norra Härene, Västergötland, död 7 december 1938 i Oscars församling i Stockholm, var en svensk ämbetsman.
Bergendal avlade juris kandidatexamen i Uppsala 1910. Han blev sekreterare i riksdagens konstitutionsutskott 1915, sekreterare och ledamot i statens handelskommission 1916 och extra ordinarie avdelningschef vid utrikesdepartementets handelsavdelning 1918. Han var sekreterare i tull- och traktatkommissionen 1919. Bergendal blev generalkonsul och chef för speciella handelsavdelningen i utrikesdepartementet 1921 och chef för personal- och administrativa avdelningen 1925. Han var statssekreterare i finansdepartementet 1920–1921 och 1926–1932 samt i handelsdepartementet 1932–1933. Han utsågs 1934 till tillförordnad generaldirektör och chef för Statskontoret, blev ordinarie 1936 och innehade ämbetet till sin död två år senare. Bergendal var från 1920 gift med Karin von Post (1898–1950), dotter till Rikard von Post. Makarna är begravda på Norra begravningsplatsen utanför Stockholm.